# James Carruthers
James Carruthers (1759-1832) foi um padre e historiador católico escocês.

## Vida
Ele era filho de pais católicos, Andrew Carruthers e sua esposa Lucy Rigg; bispo Andrew Carruthers era seu irmão. Ele nasceu em New Abbey no Stewartry de Kirkcudbright.
Fr. Carruthers foi educado no Scottish College, Douai, e em seu retorno à Escócia foi ordenado sacerdote e nomeado para o cargo de Glenlivet. Posteriormente, ele esteve sucessivamente em Buchan, em Aberdeenshire, em Preshome in the Enzie, em Dumfries, e em St Mary's, New Abbey, onde morreu em 14 de fevereiro de 1832. Ele foi enterrado no cemitério de Sweetheart Abbey.

## Trabalho
- The History of Scotland from the earliest period of the Scottish Monarchy to the Accession of the Stewart Family, interspersed with Synoptical Reviews of Politics, Literature, and Religion throughout the World, 2 vols., Edinburgh, 1826.
- The History of Scotland during the reign of Queen Mary until the accession of her son James to the crown of England, Edinburgh, 1831.